# Wakf
Wakf (arab. وقف) − w prawie muzułmańskim zapis pieniężny na cele religijne, charytatywne lub publiczne, stanowiący zinstytucjonalizowaną formę przekazywania nakazanej przez islam jałmużny (zakatu). W krajach Maghrebu funkcjonuje także synonimiczne określenie habus.